# Laurent Cyprien Flye
Laurent Cyprien Flye est un homme politique français né le 20 juin 1785 à Ferrières (Loiret) et mort le 4 avril 1860 à Beauvais.
Notaire à Beauvais, il est conseiller général en 1842. Sous commissaire du gouvernement en février 1848, il est député de l'Oise de 1848 à 1849, siégeant avec les républicains modérés.

## Sources
- « Laurent Cyprien Flye », dans Adolphe Robert et Gaston Cougny, Dictionnaire des parlementaires français, Edgar Bourloton, 1889-1891 [détail de l’édition]